# دحل أبا الكبود
دحل أبا الكبود هو أحد الدحول الواقعة في الصمان في السعودية.